# Sylvanian Families

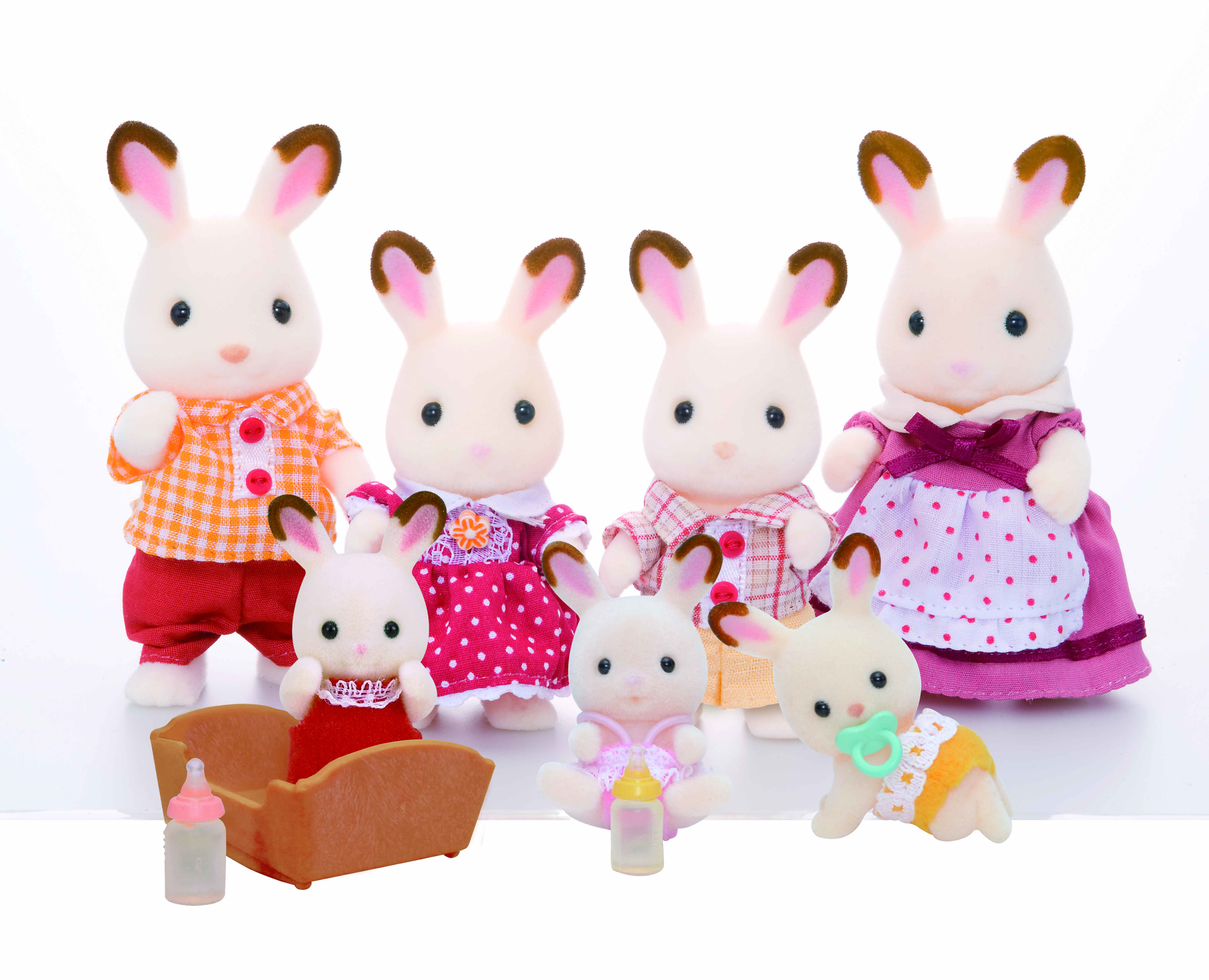
Typische Figuren der Reihe

Sylvanian Families (japanisch シルバニアファミリーShirubania Famirī) ist ein Markenname, unter dem der japanische Spielwarenhersteller Epoch-sha seit 1985 eine Reihe von anthropomorphen Tier-Sammelfiguren vertreibt. In den USA ist sie als Calico Critters bekannt. In Deutschland sowie Österreich sind die Figuren seit 2011 erhältlich.
1987 wurde eine auf der Reihe basierende, international erfolgreiche japanisch-US-amerikanische Zeichentrickserie produziert. Daher wurde sie kurz darauf auch auf dem Weltmarkt verkauft. Obgleich die Beliebtheit der Sylvanian Families im Laufe der 1990er Jahre international stark sank und sie in vielen Ländern zeitweise nicht mehr vertrieben wurden, brachte ein britisches Spielzeugunternehmen die Reihe in den folgenden Jahren wieder weltweit auf den Markt. In der Gegenwart sind die Figuren vor allem bei Spielzeugsammlern und Personen beliebt, letztere kaufen sie neben weiteren Gründen oft aus Nostalgie. Daneben existiert vereinzeltes Merchandise der Reihe.
Die Sylvanian Families stammen aus dem fiktiven britischen Dorf Sylvania. Bei ihnen handelte es sich anfangs um typische Waldtiere, später kamen auch andere Spezies dazu. Außer den Figuren selbst, die meistens Familien mit je einem Eltern- und Geschwisterpaar darstellen, gehören zu den Sets der Reihe Accessoires wie Gebrauchsgegenstände und verschiedene Häuser.

## Geschichte

### Anfänge
Der japanische Spielwarenhersteller Epoch-sha, der vor allem durch elektronisches Spielzeug bekannt wurde, begann 1985 mit der Produktion der Sylvanian Families. Die Produktidee stammt von einem Verantwortlichen der Firma, der in Hochhäusern aufwachsende Stadtkinder ansprechen wollte. Nach seiner Ansicht würden sie Gefallen an einer Wald-Themenwelt finden, die im Gegensatz zu ihrem gewohnten Lebensstil steht. Zudem stellte diese Welt nach Vorstellung der Produktentwickler eine Art idyllische Utopie dar. Trotz Charakteren wie Ärzten und Polizisten sollte sie frei von unangenehmen Vorkommnissen sein. Die Figuren wurden aus mit einer Flockfaser-Schicht überzogenem Kunststoff angefertigt.
Im selben Jahr erschien die Reihe auch in den Vereinigten Staaten. Die Figuren hießen dort zunächst Pleasant Friends of the Forest Epoch System Collection Animal Toy Sylvanian Families (etwa Sympathische Freunde der Wald-Tiersammelfiguren Sylvanian Families von Epoch System), eine englische Übersetzung des japanischen Markennamens. Die Marke wurde kurz darauf in Sylvanian Families (japanisch Shirubania Famirī) umbenannt. Dieser Name leitet sich vom lateinischen Wort silvan (japanisch shiruban) ab, das aus dem Wald stammend bedeutet.
1987 wurde erstmals die japanisch-US-amerikanische Animationsserie Sylvanian Families ausgestrahlt. Da sie international beliebt war, beschloss Epoch-sha, das Produkt auf den Weltmarkt zu bringen. Die britische Zweigstelle des japanischen Spielzeugherstellers Takara Tomy erwarb die Vertriebsrechte und stellte das Produkt noch im selben Jahr im Vereinigten Königreich vor, das bald darauf zum internationalen Bestseller wurde. Von 1987 bis 1989 gewannen die Sylvanian Families den britischen Toy of the Year Award. Einige Jahre darauf wurde die Reihe in den Vereinigten Staaten in Calico Critters umbenannt.

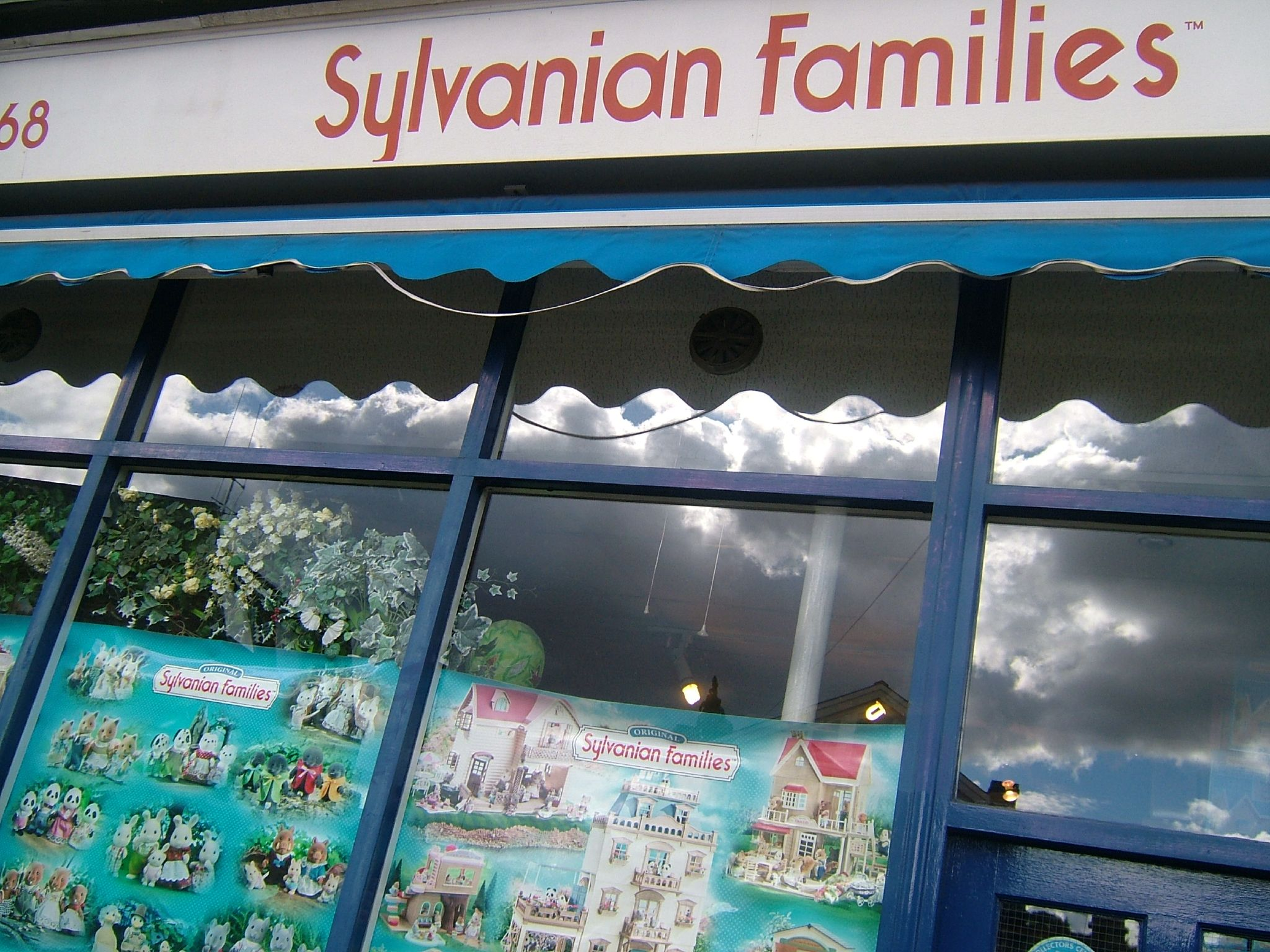
Verkaufsgeschäft der Sylvanian Families in London

### Kurzzeitiger Verkaufsstopp und Comeback
International sanken die Verkaufszahlen der Sylvanian Families im Laufe der 1990er Jahre stark, weswegen Takara Tomy den Verkauf in vielen Ländern einstellte. Gegen Ende des Jahrzehnts erwarb Flair, ein britisches Spielzeugunternehmen, die Vertriebsrechte von Takara Tomy und brachte das Produkt erneut auf den Weltmarkt. Epoch-sha beendete die Zusammenarbeit 2014 und verfügt seitdem über die alleinigen Markenrechte.
Seit den 2010er Jahren steigen die Verkaufszahlen der Sylvanian Families international erneut, vor allem im englischsprachigen Raum. Nach Ansicht von Spielzeug-Experten läge dies unter anderem am von Konsumenten als niedlich empfundenen Figurendesign sowie der Themenwelt, die Kunden oft als Eskapismus diene. Auch Nostalgie spiele eine Rolle, da die Figuren von vielen Personen, oft jungen Eltern, gekauft würden, die in ihrer Kindheit selbst mit ihnen spielten. Unter gegenwärtigen Eltern gäbe es ohnehin den Trend, ihren Kindern nicht mehr elektronisches, sondern „traditionelles“, die Vorstellungskraft förderndes Spielzeug zu geben, wofür sich das Produkt nach ihrer Ansicht gut eigne. Die Reihe ist zudem unter Sammlern beliebt, die laut Ben Miller-Poole, Besitzer des weltweit einzigen von Epoch-Sha unabhängigen Syvlanian-Families-Verkaufsladens, mit den Sets Dioramen zusammenstellen. Nach Herstellerangaben wurden bis 2020 weltweit ungefähr 210 Millionen Figuren verkauft.

## Produktpalette
Die Themenwelt der Sylvanian Families ist im fiktiven britischen Wald-Dorf Sylvania angesiedelt. Die Figurensets sind meistens als Familien angelegt und bestehen in der Regel aus einem Elternpaar, einem Jungen und einem Mädchen; bei manchen Sets existieren weitere Mitglieder wie Großeltern. Dabei ist auf den verschiedenen Webseiten der Produktreihe zu jeder Figur eine kurze Biografie abrufbar. Die Tiere sind anthropomorph, tragen also Kleidung und gehen unterschiedlichen Berufen sowie Freizeitbeschäftigungen nach. Daneben sind Accessoires wie Haushaltsgegenstände und Fahrzeuge erhältlich.
Die Figuren waren in den Anfangsjahren zunächst Waldtiere wie Eichhörnchen und Hasen. Einige Jahre danach kamen auch Haustiere, unter anderem Hunde und Katzen, sowie „exotischere“, beispielsweise Affen und Eisbären, dazu, wobei sich die Mitglieder einer Familie bis auf die Größe optisch nicht voneinander unterscheiden. Das Figurendesign und die zugehörigen Biografien richteten sich in den Anfangsjahren nach damals in Japan typischen Geschlechterrollen. Die Frauen waren, sofern es sich nicht um Hausfrauen handelte, oft als Erzieherin, Krankenschwester oder Schneiderin tätig. Die Männer arbeiteten in landwirtschaftlichen Berufen, andere als Arzt, Künstler oder Schreiner. Epoch-sha führte später als Änderungsversuch Sets ein, die nur Töchter hatten, zudem Familien mit verschiedenen Fellfarben.
Anfang 2018 verkaufte Epoch-sha erstmals ein in einer Stadt angelegtes Figurenset. Michihirio Maeda, CEO der Firma, erklärte in einem Interview mit dem The Guardian, dass sich das Unternehmen an moderne Zeiten anpasse und die weiblichen Figuren des Sets Berufe, auch solche, die in den Anfangsjahren des Produkts als reine Männerprofessionen galten, nun ausüben und nicht mehr nur als Spiel imitieren. Auf die Frage, ob in Zukunft andere Familienformen außer der Kernfamilie veröffentlicht werden, antwortete Maeda, dass sich die Gesellschaft nur langsam verändere, weswegen sich Epoch-sha diesem Tempo anpasse. Die Sylvanian Families repräsentierten zwar die Mehrheitsgesellschaft, allerdings gäbe es bei entsprechenden gesellschaftlichen Änderungen keinen Grund, nicht auch solche Familien ins Sortiment aufzunehmen.

## Kunst und Merchandise

### Kunst
Im 1992 erschienenen Buch Das Kofferkind von Jacqueline Wilson ist eine der Hauptfiguren eine Häsin der Sylvanian-Families-Produktreihe. Diese heißt Radish und gehört der Protagonistin Andy, die aufgrund der Scheidung ihrer Eltern emotional belastet ist. Sie findet Trost in Radish, mit der sie zur Ablenkung oft Fantasiespiele spielt.
Im September 2015 waren die Sylvanian Families Gegenstand der Non-Profit-Ausstellung Passion for Freedom in den Londoner Mall Galleries. Eine Künstlerin verwendete für ihr Werk Isis Threaten Sylvania mehrere Sylvanian-Families-Sets, unter anderem eine Park- und Strandumgebung mit Tieren, die ihrem Alltag nachgingen. Im Hintergrund waren als von den anderen Tieren scheinbar unbemerkte IS-Angehörige verkleidete Figuren zu sehen. Isis Threaten Sylvania war schließlich nicht Teil der Ausstellung, da die Veranstalter laut Londoner Polizei für eine Verschärfung der Sicherheitsmaßnahmen aufgrund des Werks 36.000 Pfund hätten bezahlen müssen.
Seit den 2010er Jahren werden Sylvanian Families in sozialen Medien vermehrt für parodistische oder satirische Zwecke verwendet. So existiert seit 2017 ein Twitter-Account, auf dem mit den Figuren dargestellte, vermeintlich harmlose Szenen schwarzhumorige Untertitel erhalten. Von 2017 bis 2020 stellte ein Krankenpfleger aus dem Vereinigten Königreich auf derselben Plattform mit der Reihe die erste Präsidentschaft Donald Trumps nach. Bei TikTok parodiert ein weiterer Account seit 2021 mit den Figuren Seifenopern, die ernste Themen wie Essstörungen und häusliche Gewalt auf eine melodramatische Art behandeln. Auf Instagram erhalten Fotos der Figuren ironisch-politische Textbotschaften.
In der von 2019 bis 2021 produzierten Hulu-Serie PEN15 spielen die pubertierenden Hauptfiguren Maya Ishii-Peters (Maya Erskine) und Anna Kone (Anna Konkle) regelmäßig mit Sylvanian Families. Auch sie denken sich für die Tiere, die sie mit Südstaaten-Akzent vertonen, eigene Szenarien aus, die von typischen Erwachsenen-Problemen handeln.

### Merchandise
In einigen japanischen Städten, unter anderem Yokohama, existieren Restaurants, die den Namen Shirubania mori no kitchin (englisch Sylvanian Forest Kitchen) tragen. Diesen dienen auch als Verkaufsstandorte der Figuren. 2018 und 2020 wurden aus Nachbauten der Accessoires und Figuren bestehende Freizeitparks in Inashiki beziehungsweise Osaka eröffnet. Bereits seit 2009 gibt es eine ähnliche Themenwelt im Vergnügungspark Grinpa in Susono.
Neben der Zeichentrickserie von 1987 wurden weitere Adaptionen produziert. Dies sind die britische Stop-Motion-Miniserie Stories of the Sylvanian Families von 1988 sowie mehrere japanische, computeranimierte Original Video Animations, die erste kam im Jahr 2005 heraus. Ebenfalls 2017 erschien erstmals die Computeranimationsserie Sylvanian Families: Mini Story, die außerhalb Japans auf mehreren Streamingdiensten verfügbar ist. Epoch-sha produzierte daneben auf der Reihe basierende Videospiele.